# Alex Zamm
Alexander Zamm (n. 14 iunie 1967, Pennsylvania, SUA) este un regizor de film și scenarist american. Zamm a regizat filme ca Întâlnire cu fata președintelui, Zâna Măseluță 2, Doi căței - prinț și cerșetor, Doctor Dolittle: Aventură la Hollywood, Cartea groazei, Magia zăpezii sau Ciocănitoarea Woody.

## Biografie
Zamm a crescut în Woodstock, New York, unde s-a născut la 14 martie 1962.

## Filmografie

### Film
| An   | Film                                                                            | Note                          |
| ---- | ------------------------------------------------------------------------------- | ----------------------------- |
| 1998 | Micul inventator                                                                | Și scenarist                  |
| 1998 | Întâlnire cu fata președintelui                                                 | Și scenarist Film TV          |
| 1998 | Doi căței - prinț și cerșetor                                                   | Film TV                       |
| 2000 | The Bogus Witch Project                                                         | Doar ca producător            |
| 2003 | Inspectorul Gadget 2                                                            | Direct-pe-DVD                 |
| 2004 | Magia zăpezii                                                                   | Film TV de Crăciun            |
| 2007 | Cartea groazei                                                                  | Direct-pe-DVD                 |
| 2009 | Doctor Dolittle: Aventură la Hollywood sau Dr. Dolittle 5: Creaturi de milioane | Direct-pe-DVD                 |
| 2010 | Marvin Marțianul                                                                | Scurtmetraj, Test 3D          |
| 2011 | Chihuahua de Beverly Hills 2                                                    | Direct pe DVD                 |
| 2012 | Zâna Măseluță 2                                                                 | Direct pe DVD                 |
| 2014 | The Little Rascals Save the Day                                                 | Direct pe video               |
| 2014 | Un Crăciun regal                                                                | Film TV                       |
| 2014 | Goana după cadou 2                                                              | Direct pe video               |
| 2015 | O coroană de Crăciun                                                            | Film TV                       |
| 2017 | Un prinț de Crăciun                                                             | Direct pentru streaming       |
| 2017 | Crăciunul la Evergreen                                                          | Film TV                       |
| 2017 | Ciocănitoarea Woody                                                             | Și scenarist și co-producător |
| 2019 | Paris, vin și dragoste                                                          | Film TV                       |
| 2021 | Under Wraps                                                                     | Film TV                       |

### Televiziune
| An   | Film                     | Note                             |
| ---- | ------------------------ | -------------------------------- |
| 1990 | Monștrii                 | TV                               |
| 1992 | Great Scott              | TV                               |
| 1995 | Inconvenience            | Pilot (MTV)                      |
| 1995 | Viața cu Louie           | Scenarist Serial TV              |
| 1996 | Bone Chillers            | Scenarist (2 episoade) Serial TV |
| 2000 | Upright Citizens Brigade | Serial TV                        |
| 2010 | Woodie's Kitchen         | Episod pilot                     |
| 2014 | Cățelul blogger          | 3 episoade Serial TV             |
| 2014 | Familia Thunderman       | 1 episod Serial TV               |
| 2018 | Ciocănitoarea Woody      | Serial Web                       |